# Kirche von Pargas

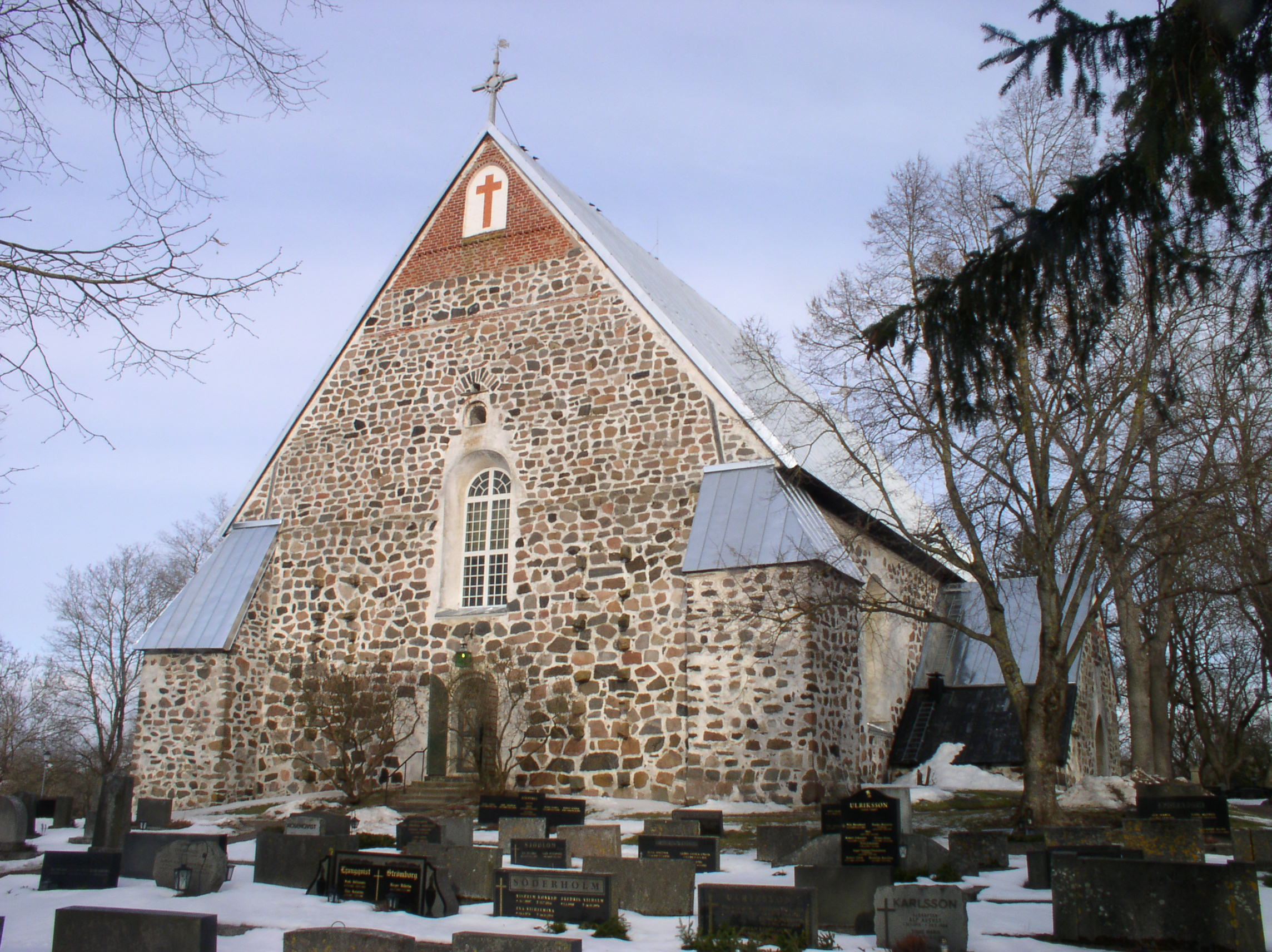
Die Kirche von Pargas (Blick aus Westsüdwest)

Die Kirche von Pargas ist eine mittelalterliche Steinkirche in Pargas (finnisch Parainen), einer im Schärenmeer vor der Südwestküste Finnlands gelegenen Stadt. Sie stammt aus der Mitte des 15. Jahrhunderts und wird heute von der schwedisch- und finnischsprachigen evangelisch-lutherischen Kirchengemeinde Pargas genutzt.

## Geschichte
Das Kirchspiel Pargas wurde wahrscheinlich Anfang des 13. Jahrhunderts gegründet. Die heutige Kirche muss demnach einen oder mehrere hölzerne Vorgängerbauten gehabt haben, die aber weder archäologisch noch durch historische Quellen nachgewiesen sind. Wahrscheinlich ist aber, dass sie sich an derselben Stelle auf einem Hügel am Rand des Ortszentrums befunden haben. Der heutige Kirchenbau wurde traditionell auf das 14. Jahrhundert datiert, neuere Erkenntnisse weisen aber darauf hin, dass die Kirche erst zwischen 1440 und 1460 entstand. Schon im Mittelalter fanden Umbauten statt, und auch in den folgenden Jahrhunderten wurde die Kirche mehrfach erweitert.

## Baubeschreibung

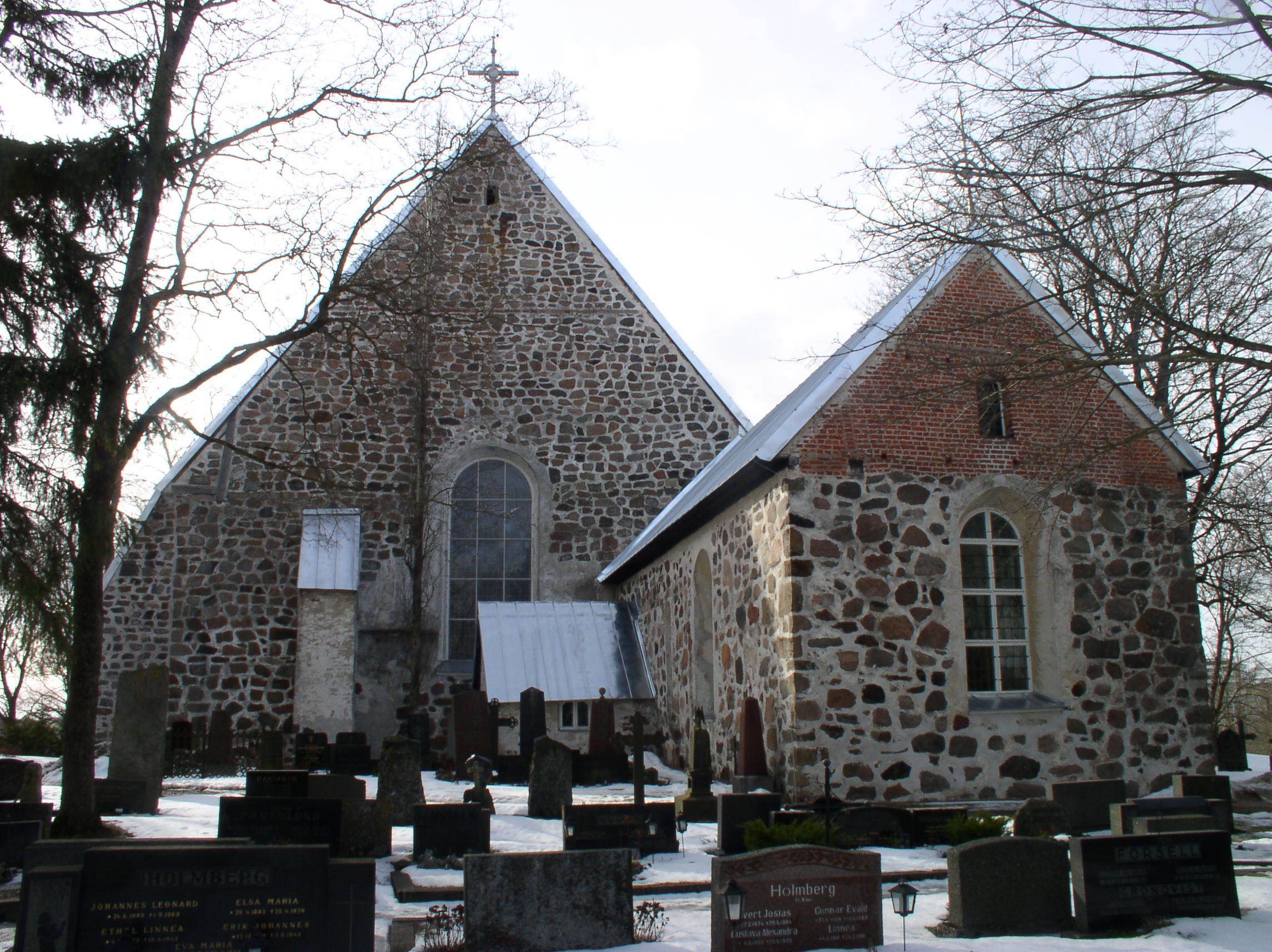
Blick aus Osten mit der Agricola-Kapelle

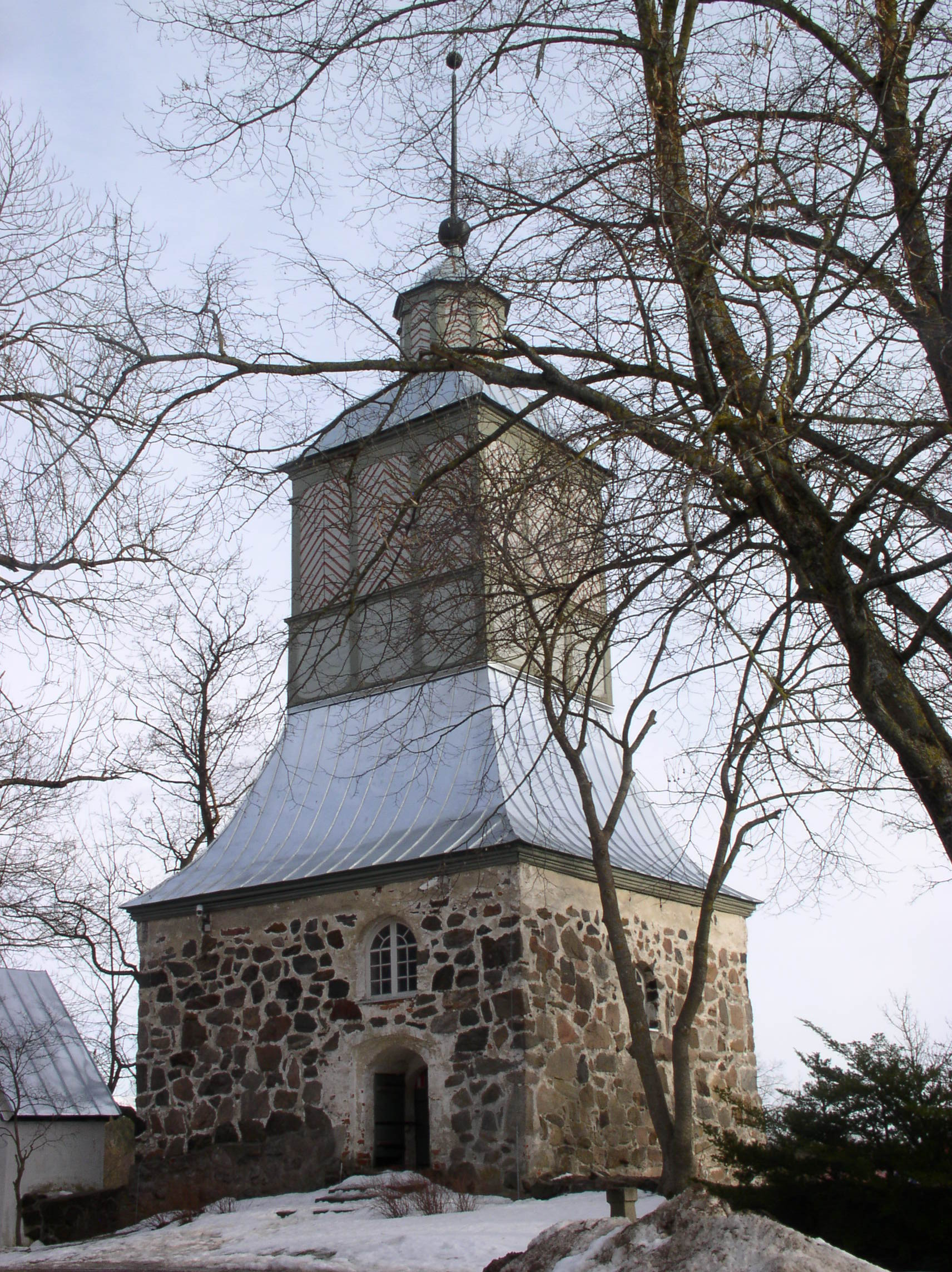
Glockenstapel der Kirche von Pargas

Die Kirche von Pargas ist recht gut in ihrer mittelalterlichen Baugestalt erhalten geblieben, auch wenn mehrere Bauteile erst in neuerer Zeit angefügt wurden. Der ursprüngliche Grundriss ist für die mittelalterlichen finnischen Steinkirchen typisch, wurde aber durch mehrere Anbauten verändert. Das dreischiffige Langhaus der Kirche von Pargas ist mit 35,7 × 19,3 Metern groß, verfügt aber über ein verhältnismäßig flaches Dach. Sakristei und Waffenhaus, die sich an der südlichen Längsseite anschließen, wurden Ende des 15. Jahrhunderts gemauert. An der Westseite sollte ursprünglich ein Kirchturm erbaut werden, das vorhaben blieb aber unvollendet, sodass die Kirche von Pargas wie viele mittelalterliche finnische Kirchen nicht über einen Kirchturm, sondern einen freistehenden Glockenstapel verfügt. Ein auffälliges Bauelement ist die längliche Agricola-Kapelle, die sich an der Ostseite des Langhauses anschließt. Die Stützpfeiler an den Ecken der Kirche stammen aus dem 17. Jahrhundert. Neben dem Waffenhaus befindet sich ein Anbau aus dem Jahr 1765.
Ursprünglich verfügte die Kirche an der Ostseite über einen schmalen Chor, der bei den mittelalterlichen Steinkirchen Finnlands eher die Ausnahme darstellt. Nördlich des Chors war die ursprüngliche Sakristei angebaut. Aus ungeklärten Gründen wurde der Chor schon bald nach seiner Fertigstellung wieder abgerissen. Die Sakristei blieb erhalten, verlor aber ihre ursprüngliche Funktion. 1651–52 wurde sie in die Kirche der finnischsprachigen Gemeinde umgewandelt. 1689–90 wurde die „Finnische Kirche“ nach Osten hin erweitert. Die finnischsprachige Gemeinde nutzte diesen Bau bis 1909, heute ist er nach dem Reformator Mikael Agricola als „Agricola-Kapelle“ bekannt und wird als Kirchenmuseum genutzt.

## Innenraum
Der Innenraum der Kirche von Pargas wird durch fünf Paare von achteckigen Pfeilern in drei Schiffe geteilt, die von kunstvoll ausgeführten Kreuzgewölben überdeckt werden. Das Mittelschiff ist über drei Meter höher als die Seitenschiffe. Der Innenraum wurde Ende des 15. Jahrhunderts mit Seccomalereien ausgestattet. Diese wurden später übertüncht und 1916 wieder freigelegt und restauriert. Vom mittelalterlichen Kircheninventar sind ein Kruzifix, der Anfang des 15. Jahrhunderts in Norddeutschland oder Gotland geschaffen wurde, und neun Holzskulpturen erhalten. Acht von diesen werden heute im Finnischen Nationalmuseum aufbewahrt.